# Бельфиус Монс-Эно
«Бельфиус Монс-Эно» (нидерл. Belfius Mons-Hainaut) — бельгийский баскетбольный клуб из города Монс, провинции Эно.

## Титулы
- Серебро чемпионата Бельгии: 2006, 2009
- Кубок Бельгии: 2006, 2011
- Кубок вызова: Финалист в 2008

## Сезоны
| Сезон     | Лига | Уровень | Рег. чемп. | Плей-Офф      | Кубок         | Суперкубок | Еврокубки                      |
| --------- | ---- | ------- | ---------- | ------------- | ------------- | ---------- | ------------------------------ |
| 2009/2010 | БЛБ  | 1-й     | 6-е        | Четвертьфинал | Полуфинал     | —          | Регулярный сезон Кубка Европы  |
| 2010/2011 | БЛБ  | 1-й     | 3-е        | Полуфинал     | Обладатель    | —          | Топ-16 Кубка Европы            |
| 2011/2012 | БЛБ  | 1-й     | 5-е        | Полуфинал     | Полуфинал     | Обладатель | Регулярный сезон Кубка Европы  |
| 2012/2013 | БЛБ  | 1-й     | 3-е        | Финал         | Полуфинал     | —          | Регулярный сезон Еврочелленджа |
| 2013/2014 | БЛБ  | 1-й     | 2-е        | Полуфинал     | Четвертьфинал | —          | Регулярный сезон Кубка Европы  |
| 2014/2015 | БЛБ  | 1-й     | 3-е        | Финал         | Четвертьфинал | —          | Топ-16 Еврочелленджа           |